# Tatra T7B5
Tatra T7B5 (podtip tramvaja T7) je model tramvaja proizvedenog u čehoslovačkoj (kasnije češkoj) tvrtki ČKD Tatra od konce 1980. godina do kraja 20. stoljeća.

## Konstrukcija
T7B5 dolazi iz koncepcije tramvaja Tatra T6B5. To je jednosmjerno četveroosovinsko tramvajsko vozilo. Karoserija je postavljena na dvjema dvoosovinskim postoljima. Tramvaj ima na desnoj strani troja dvokrilna vrata. Tramvaj je opremljen s motorima sa snagom 200 kW. Tramvaj je opremljen tiristorskom opremom TV3. Struja s kontaktne mreže se uzima pantografom. Vozačka kabina je potpuno zatvorena od putničkog prostora. U tramvaju su sjedala raspoređena 1+2. Za tramvaj je moguće ugraditi postolja za 1435 mm, ali i kolosijek širine 1524 mm. U usporedbi s T6B5, masa cijelog tramvaja povećala se, što je bio veliki nedostatak ove vrste.

## Nabave tramvaja
Od 1989. do 1993. godine je proizvedeno 8 tramvaja.
| Država   | Grad                 | Tip  | Godine prodaje | Prodano tramvaja | Garažni brojevi po prodaji | Izmjene                        | Izvori |
| -------- | -------------------- | ---- | -------------- | ---------------- | -------------------------- | ------------------------------ | ------ |
| Češka    | ČKD Dopravní systémy | T7B5 | 1989.          | 1                | 0024                       | 1. prototip                    | [ 1 ]  |
| Norveška | Oslo                 | T7B5 | 1991.          | 1                | 200                        | 2. prototip                    | [ 2 ]  |
| Rusija   | Moskva               | T7B5 | 1989. – 1993.  | 6                | 7001 – 7006                | 7001 i 7002 – 3. i 4. prototip | [ 3 ]  |